# セントールの悩み
『セントールの悩み』（セントールのなやみ、A Centaur's Life）は、村山慶による日本の漫画作品、およびそれを原作とするテレビアニメ。第8回龍神賞（銀龍賞）の受賞作品で、『月刊COMICリュウ』（徳間書店）にて2011年2月号に読み切りとして掲載後、2011年5月号より連載中。『COMICリュウ』のWEB版やアンソロジーである『けもも』にも掲載されている。また単行本2巻には『けもも』に掲載された、同作者による『人面犬の恐怖』も収録されている。『月刊COMICリュウ』の連載作としては初めて連載話数が100話を突破した作品であり、2022年4月時点のシリーズ累計発行部数が150万部を突破するなど、リュウコミックスレーベルの作品としては最もロングセラーを記録している。2016年12月にアニメ化企画が進行中であることが発表され、2017年7月より正式にテレビアニメ化されている。
ファンタジー漫画の一種であり、主に様々な形態の人類が普通に生活している世界における一女子高生を中心とした平凡な日常を描いている作品ではあるが、ところどころにディストピアな描写が登場する。

## 概要
徳間書店『月刊COMICリュウ』主催の第八回龍神賞銀龍賞受賞作品。受賞作は2010年12月18日発売の『月刊COMICリュウ』2011年2月号に掲載され、翌2011年3月19日発売の『月刊COMICリュウ』2011年5月号から連載が始まった。
この作品が誕生するきっかけは、コミティアの出張編集部に村山が持ち込んだところ、『月刊COMICリュウ』サイドから編集部で改めて話をしましょうとのオファーを受け、『月刊COMICリュウ』編集部で龍神賞向けに制作することを勧められたことによる。『月刊COMICリュウ』編集部との打ち合わせにおいて、本作に似たのを含めてネームが何本か制作されたものの全部没にされ、最終的に通ったネームが本作である。
作中で描かれる繊細な筆致と文字の丸さから、「きのこ人間の結婚」の刊行記念に行われたインタビューで太田出版のインタビューアーが村山に会うまで男性であるとはわからなかったという逸話もある。なお、この筆使いは「セントールの悩み」の世界観に合わせてデビューしてから練習によるものである。

### 作者について
学生時代は分子生物学を専攻し、大学院修士課程を修了。これは高校生の時期がバブル期に重なり、大学を卒業するころにはバブル崩壊により就職できないだろうと予見していたこと、就職する際にも有益な技術を学んだ方が有利と読んだことによるもの。また、専攻について就職に関する理由とは別に「遺伝子をいじって生物を作るのとかが面白そう」と村山は語っている。ただ、実験動物を扱う際に全身防護の上でゴム手袋をしなければならないが、ゴム手袋にかぶれてしまうため相当苦労したという。
同人活動をするきっかけは自身の作品を発表したいという思いと、エヴァンゲリオンの二次創作パロディサイトに触発されたからで、始めた時期は大学院を修了してからのことである。
1996年ごろにgeocitiesでサイトを立ち上げ、小説をメインに書いていたが、村山が社会人になる直前ないし大学院生だったころのインターネットは回線速度が遅く、ホームページの容量も限られていたことによる。また、小説はテキストベースであるため詰め込みが利くのに対し、漫画は読み込みに時間がかかる難点があった。その当時誘われた同人活動している友人も小説を手がけていた。同人誌を出したいと思い検索したところコミティアの情報を見つけて参加した。決め手になったのは、規模の大きさとオリジナルオンリーであった。その時出展した作品は個人で4コマ漫画、合同サークルで小説であった。なお、村山の初の漫画作品は大学時代の学生新聞に掲載された4コマ漫画である。後に本職として漫画を描くことになるが、その理由として最後に後付けであると村山は断り入れた上で、小説には純文学や、推理小説などのジャンルがあり、そのジャンルに沿ったものを書かなければならないという制約があること、その反面漫画はジャンル間の境目があまりないことが影響していると述べた。
漫画家に転身する前はSEをしていて、2009年の政権交代に際し退職。同人活動をし始めた時期は漫画家になれたらいいねという考えであったが、SEを辞する時期には漫画家を志望する気持ちが大きくなり、貯金をしていた。この時点では連載を取るまでに数年かかると想定していたが、徳間書店『月刊COMICリュウ』主催の第八回龍神賞において、「セントールの悩み」が銀龍賞に選定され、2010年12月18日発売の『月刊COMICリュウ』2011年2月号に掲載された。このとき村山は37歳であった。翌2011年3月19日発売の『月刊COMICリュウ』2011年5月号から「セントールの悩み」の連載が始まった。作中で描かれる繊細な筆致と文字の丸さから、二作目の「きのこ人間の結婚」が刊行された際のインタビューで太田出版のインタビューアーが村山に会うまで男性だとはわからなかったという。
二作目は太田出版から刊行された「きのこ人間の結婚」(ISBN 978-4-7783-2238-0)である。本作は編集担当者からきのこを題材にすることを提案されたことがきっかけである。そのころに村山は筑波実験植物園で開催されたきのこ展を観覧しきのこに興味を抱いている。2012年の冬までには構想を固め、2014年春から執筆を開始している。一作目の「セントールの悩み」とは違って一巻物を前提としたプロットに、首尾一貫しつつ、細かい所にまで凝った作品に仕上がっている。また、一作目と同様にプロットや、設定については村山の頭の中に入っているが、本作では単行化の際に設定を書いたテキストも所収されている。登場人物のきのこ人間は生物関係の書籍から得た知識を基に擬人化。舞台となった惑星のモデルの一つにスティーヴン・バクスターの小説「フラックス」が挙げられ、これをきのこ人間の社会ではどのようになるのだろうと考えて描かれた。太田出版『ぽこぽこ』での連載を経て、2014年11月29日に発売された。これを記念してコミックリュウが第二話まで公開している。
三作目は2017年2月25日発売の双葉社の『月刊アクション』2017年4月号から連載されている「荒野の花嫁」である。石器時代を舞台にとある一族と彼らのもとに流れ着いた一人の娘が主人公の作品である。2018年1月12日に第1巻(ISBN 978-4-575-85092-5)が発売されている。

## あらすじ
君原姫乃はごく普通の女子高校生である。周りの友人と一緒に高校生活を楽しんでいる。ただ一つ違っていたのが、ケンタウロスの姿であることだけ。そんな彼女を主人公に日常が描かれている。

## 登場人物

### 主要人物
君原 姫乃（きみはら ひめの）
声 - 深川芹亜
主人公で、陽立県立新彼方高等学校に通う人馬の女子高生（1年1組）。
胸も身体も大きいとされる一方、あくまでクラス内唯一の人馬であるためであり他の学年・クラスに存在する同じ人馬種の比較では大きいとは言い切れない。
素直でおっとりした性格をしている反面、鋭い考察力も有している。容姿や性格から姫（君）とあだ名される。また、その容姿を買われ雑誌モデルの仕事を頼まれ、表紙を飾ったこともある。腕力はクラスの女子の中でトップ。運動神経は、馬力がありバスケットボールなどのセットプレーは得意だが、反射神経は鈍い。また、運動能力も人馬種としては月並みらしい。
成績は優秀な方で、総合成績では羌子よりも上であり、小学6年生のときにクォークの力の媒介のイメージを碧子に質問して彼女を困らせたこともある。
両親ともに人馬で、一人っ子ゆえに父親と祖父に溺愛されている。父方の実家は武士の旧大名家の家系で流鏑馬を嗜むが学校には弓道部がなく、そのため羌子が所属するオカルト科学部に所属し、手伝いや活動をしている。また母方の実家も武士の一族であったとされているが、現在はサラリーマン家庭になっている。
過去に見た映画の影響で南極人が苦手だったが、今はスーちゃんとの交流を通じて少しずつ克服している。ホラー映画や怪談といった怖い話が全般的に苦手。苦手な食べ物はピーマン。
従妹の紫乃の面倒をよく見ており、彼女にも懐かれている。また四肢人類の異世界に飛ばされた際には、真奈美に教えられた帝王学と持ち前の弓術で相手を威圧し自らの地位を優位に立たせ紫乃を守ったり、異世界からの帰還方法を探るといった普段は見せない一面も見せている。進級して、また希たちと同じクラスとなる。
深川は姫乃役を受けた際の印象について、オーディションで求められた演技が萌キャラのようなものではなく、ナチュラルなものだったことを挙げている。
獄楽 希（ごくらく のぞみ）
声 - 桑原由気
姫乃のクラスメイトである竜人の少女。ボーイッシュな雰囲気を持っている。自覚はないようだが、周りからは美形といわれることが多い。親は空手の道場を営んでおり自身も指導を行っているが、本人に継ぐ気はない。姫乃とともにオカルト科学部に所属。
スポーツを得意とする一方、体育以外の成績は悪い。
中学は真奈美と同じ。姫乃に対しわずかに好意を持っている。進級して、また姫乃たちと同じクラスとなる。
中学のころから羌子と同級生で、理屈っぽく頑固なその言動に興味を持ち、彼女が喧嘩に巻き込まれそうになったところを助け、親交が始まった。
名楽 羌子（ならく きょうこ）
声 - 白石晴香
姫乃のクラスメイトである角人の少女で、細い目を特徴としている。姫乃たちからは「羌ちゃん」と呼ばれている。冷静な性格で学生以外の通行人に紛れている公安を見抜くなど観察眼を持つ一方、体力はない。オカルト科学部に所属しており、副部長を務めている。
姫や希が知らない様な色々と形態間の決まり事も知っており、体育の授業で町内マラソンの際にバテた時、見かねた姫乃から騎乗を申し出られた際、形態差別に当たるとして辞退した。
自分の細い体型を気にしており、兄にそのことを指摘された際には、かなり怒っていた。
成績は優秀で希に勉強を教え、進路は日本の最高学府を狙っている。進級して、また姫乃たちと同じクラスとなる。
角人の兄、父と一緒に暮らしており、家族で家事を分担している。
中学のころは希と同じ学校であった。希曰く「嫌味な優等生」で、理不尽な形での和解を強いる発言をした担任の教員に理論立てて厳しく反論したり、その原因となったクラスの不良に絡まれたときでも自分の信念を曲げず火に油を注ぐような発言をしたりするなど、正義感が強い反面頑固な言動を見せていた。
ケツァルコアトル・サスサススール
声 - 綾瀬有
通称「スーちゃん」。南極人知性種の少女で、新彼方高等学校に転入してきた。穏やかで理知的な性格。常に礼儀正しく敬語で話すが、妹のニルニスニルニーフに対しては姉らしく振る舞っている。オカルト科学部所属。
特別な身分であるため、外出する際には本人の迷惑にならない場所に護衛がついている。腕力、体力はほとんどない。私服は修道服をアレンジしたものが多かったが、姫乃たちとの交流によって洋服を身に着けるようになった。
他の南極人と同じように数学や物理といった自然科学系の科目が得意だが、哺乳類人類の適当などの曖昧な感覚の理解に苦手意識を示していた。また、南極では水に落ちることが死に直結しているため、プールといった水が溜まっている場所に入ることも苦手。
同じクラスの中史と一度デートをしたことがあり、その際に哺乳類人類の美術について興味を示していた。
進級して、また姫乃たちと同じクラスとなる。また、上司で後見人でもあるファルシュシュとの三者面談で、自分の進路について悩む姿も見せてる。
御魂神社の神様を子供たち以外で唯一視認している。
御魂 真奈美（みたま まなみ）
声 - 鎌倉有那
翼人の少女で、姫乃のクラスの学級委員長を務めている。いわゆる委員長タイプで、実家は神社。家事、育児、学業、運動、生徒会、神事のすべてをそつなくこなす上に周りからは美人といわれる「完璧超人」で、高校入学前までは、「神井戸小の影の校長」、「彼方一中の女王」と呼ばれるほどだった。なんでも一番でなくては気が済まず、クラスで腕相撲大会が開かれた際、決勝で姫乃に敗れ落ち込んでいた。幼少のころはとてもおとなしかったが千草たちの育児をするようになってからは彼女たちに似てきて、それを指摘されショックを受けている。姫乃達からは「たまちゃん」もしくは「委員長」と呼ばれている。
翼人の祖父が危篤状態になったときに発した「家に帰ろう」という発言以来、家族を一番にしている。
姫乃たちの他に、同じクラスの御牧や桂といった女子生徒とよく一緒にいる。進級して、また姫乃たちと同じクラスとなる。
長耳人の父（会社員と画家の兼業）と長耳人の三つ子の妹（千草・千奈美・千穂）、長耳人と翼人双方の特徴を持つ末の妹（末摘）から構成される父子家庭に育ち、翼人の母親と死別してからは、真奈美が妹たちの母親役をしている。長耳人の祖父母が逢坂にいる。
父親に芸術家として成功してもらいたいと思っているが、そのためにかなりきつい行動にでることが多い。

### 新彼方高等学校

#### 一年次のクラスメイト
一年次に姫乃と同じクラスに在籍する生徒。TVアニメ版で本名が明らかになった生徒が多い。
朱池 美津代（あけち みつよ）
声 - 宮島えみ
角人の少女。オカルト科学部に所属しており、2年次からは部長を務めている。たまに姫乃たちに創作の話を聞かせるが、羌子に酷評されている。
メイド喫茶でアルバイトをしている。
同人誌即売会用の同人誌を犬養と二人で描いていたこともある。同性愛者。
普段はオタクだが、彼方市の有力な一族である朱池家の跡取りでもあり、実家の権力闘争の際にはスーちゃんを利用し反対派を粛清させる過激な一面を持つ。
犬養 未散（いぬかい みちる）
声 - 黒木ほの香
角人の少女で元ソフト部。美津代の恋人で、彼女からはミチと呼ばれている。中学は真奈美と同じ。
同性愛者か問われたときには、否定している。
小守 真（こもり まこと）
声 - 大泊貴揮
竜人の少年。心身ともにひたすら強靭。アメフト部所属で人馬の選手を正面から止める怪力を持つ。
その一方で、せこい一面もあり、学芸会の劇の配役の際、王子役を射止めるべく男子の票を買収したが、最終的には猫見に暴露された。
姫乃に対して少し好意を抱いてる様子がみられる。進級して、また姫乃たちと同じクラスとなる。
羌子と同じ小学校出身で、彼女とはクラスメイト歴が5年程。
百歩 千鳥（ひゃっぽ ちどり）
声 - 本橋大輔
翼人の少年。顔だけは可愛らしい。歴史に興味がある。
猫見 豊（ねこみ ゆたか）
声 - 矢野智也
長耳人の少年。大きな質量を持つ。腕力は小守と並んで怪力。大食いで早弁している描写もある。進級して、また姫乃たちと同じクラスとなる。
藤本 公作（ふじもと こうさく）
声 - 三輪隆博
角人の少年。強気なエンジニア志望。クラスに来たばかりのスーちゃんに対して南極人に関する質問をしていた。
御牧 真（おまき まこと）
声 - 今野優月
長耳人の少女。元ソフトボール部で今は陸上部、短距離選手。運動神経は良い。真奈美とは小学校からの同級生であり、過去にはいじめられそうになっていた真奈美を助けたことがあるが、真奈美は覚えていなかった。真奈美から相談を受けている一方、真も真奈美に対して好意をよせている。また、真奈美の妹である千草たちからは「こまちゃん」と呼ばれている。
後に進級して、また姫乃たちと同じクラスとなる。
長耳人の父、母、弟の四人家族。一度、真奈美の妹の千草達三人を家で預かったことがあり、それ以降父母から千草達をもう一度連れてきて欲しいと頼まれている。
桂 奈緒（かつら なお）
声 - 中島優衣
長耳人のショートヘアーの少女。ソフトボール部。真奈美、御牧と一緒にいることがある。進級の際に真奈美たちと違う選択科目を選んだため、別のクラスに振り分けられている。
獄楽 章（ごくらく あきら）
声 - 河瀬茉希
希の従妹。姫乃のクラスで唯一の混合形態の少女で、竜人と牧神人双方の特徴をもつ。趣味は読書で、徹夜で読書をして、翌日の学校を休むこともあったり、体育の授業中や調理実習中にも本を読んでいる。運動はそれなりにできるようで、家に希が押し掛けてきたときとっさに彼女に裏拳をくりだしており、希も彼女の反射神経は認めている。希と同じくファッションに疎く、家ではノーパンで寝ていることもある。あまり他人との接触を好き好んでしないためクラスから孤立ぎみだが、撫子からよく声を掛けられている。
牧神人の母、形態不明の父をもつ。父は希の父の弟にあたる。
眼鏡をかけていること以外は希とそっくりな顔立ちをしているが、テレビアニメ版ではやや赤みがかった髪の色であり、黒髪の希と差別化されている。
下池 撫子（しもいけ なでしこ）
声 - 船戸ゆり絵
長耳人の少女で、茶道部に所属している。章に対して好意を持つ一方、章から同性愛者かと問われたときには、曖昧な否定をしていた。
オリエントに関心があり、章と一緒にメソポタミア博物館へ行った。
東鉄 純（とうてつ じゅん）
声 - 稲瀬葵
長耳人の少女。陸上部に所属しており、砲丸投げでは県内五本の指に入る。クラスの皆から「フクちゃん」と呼ばれている。
嶋 千鳥（しま ちどり）
声 - 芽衣
竜人の少女。歴史部所属。
小島 直（こじま なお）
声 - 渡部恵子
長耳人の長髪の少女。剣道部所属。ヘアピンで髪を止めてある。クラスに来たばかりのスーちゃんに対して食事に関する質問をしようとしていたところを真奈美に制止された。
佐藤 高美（さとう たかみ）
声 - 石飛恵里花
長耳人の長髪の少女。バスケット部所属。腕相撲大会で古潟に勝利した後、真奈美に敗北。調理実習では、真奈美と同じ班だった。
愛甲 時恵（あいこう ときえ）
声 - 市邑咲
翼人のパーマがかかった少女。ソフトボール部所属。真奈美たちと一緒に食事をとっていた。
古潟（こがた）
翼人のショートヘアーの少女。吹奏楽部所属。
小品 小鳥（こしな ことり）
翼人のショートヘアーの少女。園芸部所属。
中史 帯人（なかふみ たいと）
声 - 荒木寿茂
長耳人の少年。調理実習の際にスーちゃんにマドレーヌをもらったことがきっかけで、彼女と親しくなり、その後彼女とデートをする。羌子からは「15分前に来る男」と称され、デートの時も、予定の15分前に待ち合わせ場所にやってきた。

#### 姫乃・真奈美の先輩
礼（れい）
人馬の少女で生徒会副会長を務める。進級した際、真奈美に生徒会長になるように強く勧めていた。
八千代田十和子（やちよだ とわこ）
声 - 河瀬茉希
翼人の少女。かつてオカルト科学部の部長を務めており、「チビッ子部長」というあだ名がつけられていたが、本人は気に入っていなかった。もともと科学部であったが、オカルト部と合併したことに不満を持っている。卒業後、副部長と付き合っている。
オカルト科学部元副部長
声 - 保住有哉
正確な名前は不明。竜人の少年。部長に好意を抱いており、怪談に部長を参加させるよう姫乃たちに協力を要請した。
オカルト科学部元部員
長耳人の少年。いつも静かにオカルトの本を読んでいる。
小守の先輩
流鏑馬大会のとき礼と一緒にいた人馬の少年。

#### 姫乃・真奈美の後輩
新年度になり新彼方高校に入学してきた生徒。
若牧 綾香（わかまき あやか）
声 - Lynn
人馬の少女で、姫乃たちが進級して新彼方高等学校に入学してきた。姫乃をライバル視している。生徒会とオカルト科学部に所属している。ホラー映画など怖い話は姫乃ほどではないが苦手。
性格は真面目だが真奈美のような完璧とはいかず、少し抜けているところがある。
中学のころは生徒会長と弓道部部長を務めていた。
家は財閥の旧家。兄が二人いるが、長男は服役中。次男は国立大学出身だが、任された仕事を投げてひきこもりとなっている。そのため、祖父から大きな期待を寄せられている。また、祖父が所有する保養施設には温泉がある。
普段から護身用の拳銃を持ち歩いている。
御側付きの絹によると、幼少のころは人を寄せ付けないところがあり、家の期待に沿えない兄を若干見下すようなところもあった。
鴉羽 天音（からすば あまね）
竜人と角人の混合形態の少女で、姫乃たちが進級して新彼方高等学校に入学してきた。特殊な眼力を持っている。観察眼が鋭い。生徒会とオカルト科学部に所属している。同性愛者。
真奈美を慕う一方、ある事件で綾香に守られたことをきっかけに、真奈美から彼女に狙いを変えようとするそぶりを見せている。
同級生女子からの評判はあまり高くない。
「鴉羽 福音」という長耳人の姉がいる。
犬木（いぬき）
長耳人の少女で、姫乃たちが進級して新彼方高等学校に入学してきた。真奈美を慕っている。生徒会と陸上部に所属。
運動神経抜群で、陸上トラック競技の中学の県記録保持者。ただし、学業はあまり得意ではなく、テストの点数は赤点ギリギリだった。
芥子原（けしはら）
生徒会に所属する一年生のなかで唯一の男子生徒。長耳人。鴉羽に好意を抱いている。

#### その他の生徒
負川 佳香（おいかわ よしか）
長耳人の生徒で、女子空手部の部長を務めている。道場での幽霊騒動に際し、姫乃たちに解決を要請した。楓か太刀原のどちらかに好意を抱いている。
太刀原（たちはら）
人馬と角人の混合形態の少女で、女子空手部に所属している。品子とは交際中。
楓 品子（かえで しなこ）
牧神人の少女で、女子空手部に所属している。太刀原と交際中。
このみ
長耳人の少女で、所属している女子空手部ではレギュラーである。

### 南極政府関係者
南極から彼方市にやってきた登場人物
ケツァルコアトル・ニルニスニルニーフ
南極人知性種の少女で、サスサススールの妹。愛称「ニルちゃん」。コスプレのような恰好や民族衣装を好んでいる。姉とは対照的に、明朗活発で純真無垢な性格だが、反面落ち着きがなく、他の人種の影響を受けすぎやすい傾向がある。
サスサススールに呼ばれて来日するまでは難民キャンプなどに足を運んでいたが、彼方市に来た後はアイドル事務所でアイドルとして活動しており、その後ほかのメンバーとともにデビューを果たす。
ケツァルコアトル・ファルシュシュ
南極人知性種の女性。サスサススールの上司にして、血縁上の姉にあたる。頭には金属の飾りを好んでつけていて、常にスーツ姿。テロ組織に襲われても全く動じないほど非常に冷静である。常に南極人戦闘種の護衛をつけている。
ニルニスニルニーフとともに彼方市に来て、その後日本の南極大使館へと向かった。

### 姫乃・真奈美たちの親族
姫乃と真奈美の親族
君原 理乃（きみはら りの）
声 - 瀬戸麻沙美
姫乃の母。人馬の女性。
非常に常識的な性格。義父や義兄との付き合いに少し苦悩する姿も見せている。兄（姫乃からは伯父）が三人いる。
かなりの才女らしく、碧子が高校生だったとき、彼女に勉強を教えていた。若々しい容貌で希の父に姫乃の姉と間違えられたことがある。
君原 蒼太（きみはら そうた）
声 - 浜田賢二
姫乃の父。がたいの良い人馬の男性。顎鬚をたくわえている。
性格は基本的には比較的おおらかだが正義感が強いところも見せる。娘の姫乃を溺愛しており、三者面談の際にも、理乃がいるにも関わらずついてきていた。兄弟は妹の碧子の他に兄が一人いる。子供のころ碧子の面倒を見ていた。
職業はサラリーマン。本の収集が趣味らしく、余計な本を買っては、理乃に叱られている。また、かなりの大食漢。
勉学はかなりできるらしく、高校生の碧子に勉強を教えていた。
紫乃（しの）
声 - 桐生朱音
姫乃の従妹で人馬の幼稚園児。姫乃のことが大好き。人見知りする性格だが、面倒見のいいところもある。姓はかみくら（漢字は不明）。
幼稚園では年長組として、年中組のまきちゃんという人馬の少女と年少組のみーちゃんの面倒を見ている。この姫乃仕込みの面倒見のよさは、幼稚園の先生も感心するほどである。姫乃と一緒に四肢人類の異世界に飛ばされたことがあり、その際には姫乃の妹として行動していた。幼稚園を卒園し、小学校へと進学する。
桐生は初のオーディションで紫乃役に抜擢されたが、緊張のあまりしばしばマイクに髪の毛がぶつかってしまったと、オーディション当時を振り返っている。
幼稚園のころからよく男児にちょっかいをかけられている。
碧子（みどりこ）
声 - 渡部恵子
紫乃の母。蒼太の妹。人馬の女性。姫乃からは叔母にあたる。夫はよしおという名前で、アニメオープニングテーマ・教えてダーウィン(アニメコラボ盤)CDに付属するボイスドラマによると、博士号を持っているらしい。
性格は比較的真面目。勉学は理乃たちと比べて得意ではない。
姫乃にはお姉ちゃんと呼ばせていた。紫乃の友達の母親の中では一番若い。理乃から株の売買について教わっていた。
姫乃の祖父、祖母
姫乃と紫乃の祖父母にあたる人馬の夫婦で、祖父は姫乃と紫乃を溺愛している。
祖父の家系は、維新軍が来るまでは民原を治めていたらしく、多くの土地を所有し家も大きい。家には使用人用の隠し通路がある。
菊さんという使用人を家で雇っている。
姫乃の伯父、伯母
姫乃の祖父母と一緒に住む人馬の夫妻。理乃は気位の高い人たちと評価している。子供がおらず、理乃はこのことを悩みの種としている。
御魂 千草、御魂 千奈美、御魂 千穂（みたま ちぐさ、みたま ちなみ、みたま ちほ）
声 - 種﨑敦美
真奈美の三つ子の妹である長耳人で、三人とも「ちーちゃん」とよばれている。千草の髪型はおさげで御魂家の次女、千奈美の髪型はポニーテールで御魂家の三女、千穂の髪型はショートヘアーで御魂家の四女。
髪型は固定ではなく三つ子の時々の気分で変えている。
三人とも明るく元気な性格をしている。紫乃と同い年で、ことあるごとに一緒に遊んでいる。他にも牧神人のリリちゃんという子や保育園の友達とよく遊んでいる。
真奈美の進級と同時に小学校に入学する。
産まれるときはかなりの早産で、死ぬ可能性があったが、医師が驚くほど元気な状態で生まれてきた。
御魂 末摘（みたま すえつみ）
声 - 神梛めい
真奈美の妹で御魂家の五女。長耳人と翼人の混合形態の少女で、初登場時は耳が垂れていたが、成長するにつれて立った耳になってきている。愛称は「すえちゃん」。
生まれつき体が弱く、外で遊んでいてもすぐに息を切らし、倒れてしまう。
実家の神社で遊んでいるとき、祭神と思われる神さまと一緒に遊んでいることがある。
ちーちゃんたちが小学校に上がると同時に、保育園に入園する。
真奈美の父
声 - 荻野晴朗
長耳人の男性。サラリーマン兼画家。
画家としては鳴かず飛ばずで、真奈美からマルクスや芥川龍之介の地獄変に登場する絵師といった子供を殺した芸術家を引き合いに出され、良き父親になるのか芸術家になるのか問われ、苦悩する姿を見せている。
真奈美の母
翼人の女性。現在の所在は長らく言及されていなかったが、第165話にて物語現時点で既に故人であることが明言された。
生まれつき病弱で、ちーちゃんたちを産んでからも病院で長らく療養生活を送っていたため、自宅療養のために一時帰宅するまでは母親として認知されておらず、初めはちーちゃんたちから姉と間違えられていた。
真奈美とよく似た顔立ちであり、くせ毛の髪もちーちゃんたちに似ていたが、末摘出産前後に患った産褥病が悪化し彼女の誕生後に息を引き取った。
真奈美の祖父
翼人の男性。和服を着た厳しい祖父。
まだ幼い真奈美に厳しい稽古をつけていた。
ちーちゃん達が生まれたとき、すでに病床に臥していた。17巻135話にて真奈美に倒されていたことが発覚した。
希の父
三者面談に現れた希の父親。奇抜な白いスーツ姿で現れた竜人の男性。
空手道場の経営者で、人馬の成人男性である姫乃の父親を軽く投げ飛ばす腕前。羌子と面識がある。
姫乃からはむさい空手家のイメージを持たれていたので、そのギャップに少し困惑されていた。
希の母
三者面談の時に希と一緒に面談した彼女の母。素朴な竜人の女性。
羌子と面識がある。
姫乃からはキツそうな美女のイメージを持たれていたので、そのギャップに少し困惑されていた。
名楽 狄夫（ならく あきお）
声 - 西村太佑
羌子の父である角人。作家をしており、「インコ事件」といったカルト教団の潜入ルポなどを専門としている。羌子が秘書としてついたこともあって、締め切りを守るようになった。
名楽 羊介（ならく ようすけ）
角人の青年。常昭高校という高校の野球部に所属している。
ひねたインテリ一族の名楽家で唯一といっていいスポーツ青年で、小さい子から慕われている。
羌子の母
三者面談の際に現れ、羌子達を驚かせた母親。角人の女性。
別居しており、十年以上親らしいことは一切していなかったらしい。稼ぎは良く、お手伝いを雇っているが、結局すべて使ってしまうため、家庭にお金を入れてはなかったらしい。
好みは細マッチョ。

### その他
姫乃たちと直接関係がないもしくは関係がほとんどないが物語上重要な人物。
まきちゃん
声 - 麻倉もも
紫乃の幼稚園の年中組の人馬の少女。ちょっとしたことで感情的になってしまう。紫乃によく懐いており、彼女が卒園すると知ったときは大泣きした。
人馬である母親と二人で暮らしている。
みーちゃん
声 - 石飛恵里花
紫乃の幼稚園の年少組の翼人の少女。まきちゃんに懐いており、まきちゃんの足にしがみつくことが好き。家でいちろうという犬を飼っている。
リリちゃん
声 - 久保ユリカ
牧神人の少女でちーちゃんたちの友達。面倒見がいい性格で、ちーちゃんたちが他の友達と遊んでいるとき、体調を崩していたすえちゃんといっしょに遊んでいた。ヨシという犬を飼っている。
ジャン・ルソー
声 - 飛田展男
フランス国籍を持つ両棲類人の男性。両棲類人で初の高等師範学校生。現在コングロマリットの会長を務める。
哺乳類人類の社会で教育を受け、その後両棲類人で初の高等師範学校生となる。その後南米の小さな貿易会社の社長に就任するが、業績不振に陥った親会社であるコングロマリットを買収して会長に就任、現在に至る。
少数民族保護の活動からメディアに出ることが多く、姫乃たちの高校でも講演会を行った。本人も両棲類人の部族との交流を積極的に行っている。種族の違いで差別を行う者に対しては複雑な心境を抱いており、哺乳類人類の差別を批判する両棲類人が両棲類人同士でお互いに差別を行っていること、そういった悪しき伝統に疑問を感じていないこと、哺乳類人類が行っている差別と何ら変わらないことに気付いていないことを嘆いている。差別意識を隠さない他種族が相手でも仕事のため接しなければいけない役職にあり、ストレスも多い立場にある。
秘書兼愛人の長耳人の女性がいる。
反政府組織「クルクルウ」に援助や情報提供を行っている。根拠のない神や伝説の類には振り回されないが、そういったものを心の拠り所にして行動する人々の心情は理解しており、その行動の危うさを懸念している。
会長
声 - 宮崎敦吉 / 大津愛理（少年時代）
ルソー氏の商談相手で年を召した翼人の男性。ユダヤ人。幼少期はナチスと思われる政党政策によって収容所で強制労働させられ、その後アメリカの兵士に保護されている。強制労働をさせられていた際には、他種族であるにも関わらずわざと罰を与えるふりをして子供である自分のために食料を分けてくれた収容所側の者もいたこと、同種族であるにも関わらず食料を多めにされていたという理由で自分に恨みをぶつけた者がいたことなど過酷な経験を味わっている。さらに八つ当たりとばかりに同種族が自分の命を奪おうとした際、自分を助けてくれたのは同種族ではなく他種族であり、後に自分を温かく家庭に迎え入れてくれたのも他種族であったという波乱万丈な人生を歩んでいる。
このような半生があったため種族の違いで差別を行うことの虚しさを理解しており、部下がルソー氏に対する差別的な言動を見せたときは呆れた態度をとっている。
美浦（みうら）
声 - 今村彩夏
姫乃のクラスと合同授業を行った人魚の学校（国立第十四水人高等学校）の委員長。弟がいるほか、日本政府の人魚部隊に所属する国家公務員の父親がいる。
エリ
声 - 田村ゆかり
人魚と角人の混合形態の少女で、アイドルとして活動している。人魚形態としては珍しく山育ち。グラマーが多い人魚としてはスレンダーな体型を気にしている。水着ではなく、ふんどしを着用している。
静浦 流々（しずうら るる）
声 - 瀬戸麻沙美
小間と幼馴染で彼に好意を持つ人魚形態の少女。母親は長耳人。彼方市の陸上で暮らしている。周りからは巨乳で美人と評判。
小間 隆道（こま たかみち）
声 - 山下誠一郎
彼方市に住む長耳人の少年。静浦とは幼馴染で、彼女に好意を持っている。彼女を抱きかかえることに慣れており、また、彼女が人魚用の歩行機が欲しいといった時には寂しそうな顔をのぞかせていた。
重時（しげとき）
声 - 松田健一郎
政府が派遣したスーちゃんの護衛。希の道場出身で、道場の中で一番強い。
神様
御魂神社の祭神。姿は幼い少女で、哺乳人類の人虎を除くすべての形態を有し使い分けることができる。初登場時は洋装で髪は短かったが、それ以降は和装、長髪で登場している。痺身美顔、無病息災、交通安全、家庭円満、学業に験ありとされる。
すえちゃんとよく遊んでおり、ボードゲームではすえちゃんに完敗を喫するなどしている。また、人知を超えた能力もあるようでちーちゃんたちとすえちゃんが見ている夢を同じ物にしてしまうことも可能。
俗人には姿を認識することができない。
異世界に迷い込んでしまった紫乃やちーちゃんたちを助けようとするが、逆に助けられるといった少し抜けた面も持つ。
プリティホーン
声 - 新田ひより
紫乃やまきちゃんが好きなテレビアニメの主人公である牧神人の少女。
内容は一般的な魔法少女の様相を呈しているが、取り扱う内容は民主主義に関するもので、少女が民主主義を歪めるものに立ち向かうというものである。
魔法少女シリーズは形態間での平等性を確保するために、一作品ごとに主人公の形態を変えている。
ナブリオネ・ヴォナパルテ
長耳人の男性。フランス革命戦争の際、欧州で奴隷であった人馬を真っ先に解放して強力な人馬兵部隊を編成し、欧州各国との会戦で多くの勝利を挙げた。形態平等などの理念に基づく現代国家の創始者とされている。モデルはナポレオン・ボナパルトと思われる。
アイムコッカ大統領
作中に登場する、アメリカ大統領。黒人の人馬で初の大統領。男性。
国民皆保険といった政策を打ち出しているが蒼太からはいつかコケると評された。政策から見るに、モデルはバラク・オバマ大統領と思われる。
ジョーンジィ
翼人の少年。アメリカ人。父親とともに養鶏場を経営していたが、宇宙人と思われる謎の生命体に遭遇する。
その後、南極の地下に彼によく似た人物がいるところが描写されている。
理乃の先祖
人馬の武士。欧州の奴隷船にさらわれた妹を救うために兄弟で欧州に乗り込み、妹を救出した。
一連の事件からエスパニアの王は日本侵攻を諦め、人馬奴隷の締め付けが強くなった。一連の話のうち、軍艦を沈めた話のモデルは鎮西八郎為朝と思われる。
中国の山奥の村民のリーダー
牧神人の男性。中国政府の理不尽な要求に対して抵抗した。村民から頼られている。実際は牧神人ではなく、正確な正体は不明。
南極道士
中国政府への抵抗に関与した人物。正確な正体は不明。
ヒメネタス一世
ローガン多重帝国の祖といわれる人物。姫乃と紫乃が飛ばされた異世界の人物で、悪魔と称された姫乃に対し尊敬と好意を示していた。
一介の下級騎士から大帝国を築き、現在に通じる会計予算制度、法の支配、社会福祉制度の原型を確立した。一方で秘密警察を作り出して恐怖政治で国民を縛った負の側面も持つ。半人半馬を作り出そうと獣姦したという俗説が残っている。後世では巨大な石像としてその覇業が讃えられている。
祐太（ゆうた）
長耳人の少年。小学生。真奈美に千草たちの面倒を竜人の友人こうたとともに押し付けられる。
反政府武装組織「クルクルウ」のリーダー
両棲類人の男性。ブラジル大統領の差別的発言を原因として、両棲類人に人類の普遍的な価値の適用を求め決起し、ア河上流の一部を占拠した。バラバラだった両棲類人の部族をまとめた手腕を持つ。
美浦の父親も称賛するほど頭がきれる。
ブラジル大統領
翼人の男性。両棲類人に対し終始差別的な発言を繰り返す大統領。反政府武装組織「クルクルウ」と交戦中。内相のゲラルスという男を頼りに内戦を闘っている。
程よく俗物で、程よく理性的であり軍と政府の手綱をしっかり握っていると評されている。
国内のデモを受け、民選大統領として内戦の停戦を決定した。
朱池家当主
朱池家の当主である老年の角人の男性で、美津代の親族であるが関係性は不明。
朱池 干男
朱池家の跡取りである角人の男性で、美津代の親族であるが関係性は不明。嫁の尻に敷かれているらしく、当主からは無難と評されている。
さっちゃん
紫乃の小学校の友達である竜人の女の子。プリカツというアニメが好き。
たきちゃん
すえちゃんと一緒の保育園に通う人馬の女の子。すえちゃんに付きっきりで、年齢があまり変わらないのにもかかわらず、彼女を必要以上に子ども扱いし大切にしている。
絹
綾香の御側付きの人馬の女性。彼女が5歳のころから彼女の世話をしている。
スリスルスリスーラ
南極人知性種の女性。両棲類人の熱心な信仰心に応え、反政府組織「クルクルウ」に介入する。
彼女の持つ指輪が輝くとほぼ時を同じくして後述する巨大怪獣が現れた。
ファルシュシュ達南極政府関係者からは哺乳類人過ぎる人物として警戒されていたが、内戦の停戦と共に南極人によって捕縛される。
ジャーナリストの女性
ジャーナリストの人馬の女性。週刊紛争マガジンの記者で両棲類人紛争の取材中に彼らと接触し、同行取材を行っている。
ラウラ・タゴン
紛争中のブラジルに突如海底より現れた人物で、人権と市民権、国民皆保険という政治的な要求を行いデモ行進を行う。
その姿は、かつてエリが神事を行ってる際に現れた多言神に酷似する一方、巨大怪獣とも呼ばれていた。
ブラジル国内で滞在中は俳優業で生計を立てていたが、仕事中に突如としてデモ行進を再開し、内戦を停めるきっかけを作った。
旅の勇者
角人と人馬の混合形態の女性。古代日本の人物。
生贄を差し出し神を諫める村にやってきて、休息と生贄の風習を止めるために神を殺す。しかし、村人から神を殺したため、新たな神の贄として犠牲となり命を落とす。
その後、悪霊となり真奈美たちに襲い掛かるが御魂神社祭神によって撃退された。
民原の双子
民原を探検していた紫乃が河原で出会った中性的な人馬の双子。紫乃からは河童と間違われた。
宇宙人に捕らわれた人馬の男性
宇宙人に集められたであろう他の生命体の前で宇宙民主主義を唱えた。
タイガー・リー
南極人が所有する人虎の女の子。名前は南極人による思考シミュレーション中で名乗ったもの。
彼女の実験結果によって人虎が社会復帰する機会は先送りにされた。

## 世界観
本作品世界は魚類の段階で、四本肢だけでなく六本肢の生物が誕生することから始まる。その後、両生類の段階でより体重を支えるのに優位な六本肢の生物が生き残り、以後の陸上生物の進化は六本肢系統となっている。ただし虎等のように中足が退化する例もある。
この結果、人類の形態は次のように分岐している。この内、牧神人・人虎・人魚型は生息域・数が限られているとされ、人馬も比較的生息数は少ない。これらの形態は、作中におけるヒトが有する形態決定遺伝子の作用によって決定される。ちなみにほとんどの人物が発現した形態以外の形態決定遺伝子を持っており、遺伝子の働きによっては、両親の形態とは違う形態を発現することもある。
翼人/竜人型
中肢が翼になった形態。翼人は羽が羽毛型で、また頭上には輪状の毛が生える。竜人は羽は皮膜型で、尻尾があり、また耳は尖っている。
長耳人/角人/牧神人型
中肢が退化し（痕跡のみ）、また耳が頭上から生えている形態。長耳人は尻尾があり、角人は角がある。牧神人は角と尻尾があり、また後肢は蹄状になっている。
人馬/人虎型
下半身が馬・虎状になり、また耳が頭上から生えている形態。人虎は約一万年前に絶滅。他の形態より高い身体能力を有し、日本では武士階級だったが、西欧では騎獣代わりの奴隷だった時代もある。これはフランス革命による人馬解放まで続いていた。この事から現在では人馬型に対する騎乗は形態差別に当たる。なお人馬にはラクダ型の形態もいる。肥満による身体能力への悪影響が大きく、適性体重の維持は他形態以上に生活において重要となっている。ちなみに「セントール」とは「ケンタウロス」の英語読みである。また、予期せず臀部を触られると反射的に後ろ足を勢いよく蹴り上げる。姫乃はそのことでちょっとした裁判沙汰になった。
人虎型は狩りに特化した形態で、獲物を捕りつくして絶滅したとされているが、中国の奥深くに生存しているというオカルトチックな噂が流れている。しかし、その後の第88話、南極の施設地下の描写から、南極人が復活させたと思われる人虎の子供がいることが明らかになった。旧石器時代の生活では、ほかの形態の人類がいろいろな形態の人類と協力して生活しているのに対して、人虎型は、おもに樹上に居住地をかまえ、人虎型のみで共同生活をしており、ほかの形態の人類も狩りの対象としていた。また、南極人による人虎形態を社会に戻す思考シミュレーションでは、人類社会が予想を超える後退を見せたため社会復帰が見送られた。
ただし、両型ともそれぞれ単純な身体能力では通常の馬や虎には遠く及ばない。
人魚型
中肢・下肢がヒレ状になり水中生活に適応した形態。下肢は膝辺りで一つに纏まっている。水中生活に適応するため動脈の周りを静脈がらせん状に巡る等の構造をしている。目が大きくグラマーな女性が多い、また男はおろか、女も上半身裸であり、それに関しては男性は如何わしい感情を抱かず、女性も羞恥心はないが、基本的に性的嗜好は持ち合わせており、グラビア雑誌を愛読していた男性もいた。人魚は自ら以外の形態を山人と呼ぶ。より水中生活に特化したケタピテクス属もいたがエコロケーション能力を有していなかったため、鯨類との生存競争に敗れ絶滅している。
作中で、日本人の多くはこの人魚形態の形態決定遺伝子をもっているとされている。
かつては世界中の沿岸に居住しており、漁業や海上交易を独占・支配して繁栄していた時代もあったが、航海技術の発達と共に人魚型を頼る必要がなくなった他形態に役割と住処を奪われ、衰退していった。作中の時代においては、他形態との共存関係を維持することに成功した日本以外では既に絶滅している。ただし、純血の人魚型は絶滅危惧種であるため、種の維持のために国の特別な保護・隔離政策の対象となっている。
これらの形態については交配が可能。多くの場合、片方の親の形態を発現するが、形態決定遺伝子の作用がうまく働かず、両親の形態の両方を有する混合形態となることがある。その場合は健康に問題があったり、奇形の可能性もある。その場合は後述する徹底された平等思想により国の強制的な援助が生涯保証される。
これ以外に人類（ホモサピエンス）とは異なる次の人種が存在する。
南極人
南極に住む外見が蛇のような人種。「南極蛇人」という呼称は作中では蔑称とされる。南極人はアステカ連邦の精神的支柱となっており、アステカ帝国（当時）やタワンティン・スーユ帝国は結果としてコンキスタドールを撃退している。そのためこれらの国々では南極人は神に近い存在とされ、写真を撮ることすら許されていない。彼らが外国に行く際は、アステカ連邦のチャーター機に搭乗するがアステカの人たちも詳しく南極人について知らない。20世紀半ばに哺乳人類の文明に参加した。
祖先は蛇に三対六足の足が生えたような姿で、這いずって世界に地下都市を築いたという確かならぬ伝承がある。また、地下深くにあった4000万年前の遺跡には六足で這う爬虫類のような見た目の生物の浮彫刻が見つかっている。
爬虫類のような見た目だが、鳥類に近い。哺乳人類以外に唯一複数の形態を有している。
顎の力はなく、哺乳人類のように咀嚼ができないため、丸呑みによって食事をとる。哺乳人類社会に来るときは胃腸を調整してやってくる。
現在活動している南極人は血縁上全て単一の女王から生まれた姉妹であり、アリのような社会を形成する。
哺乳人類が南極人を解剖したりした記録がなく、体の構造は解剖学的にはいまだに不明。
南極人の使用する言語に関しても哺乳人類はいまだに翻訳できておらず、文化的な事柄は留学生などから聞いたこと以外よくわかっていない。
知性種
中肢が退化し一対の腕と一対の足を持ち、直立二足歩行をする形態。運動神経はほとんどない。頭脳は秀でており哺乳人類よりも数段進んだ科学技術を有しており、人虎型の人類の復活をはじめ、様々な奇妙な形をした生命体のサンプルを有している。
個体差があるが、体毛や三つの眼を持つ知性種もいる。
成長の過程において他の知性種のお世話を受けたり、お世話をしている。そうした関係にある人達はとくに「姉妹」と呼ばれる。
ある程度成長すると、上司による精神検査が行われ、合格するとその後の役職が決定する。不合格のものは人格再調整の後、特殊な役職に就く。
作中において、哺乳類人類を参考に進化工場である「シシュ」を用いて、現在の直立二足歩行の形態に進化したとされている。
戦闘種
二対の腕をもち、下肢が退化し蛇状になっている形態。行動は知性種に従っている。運動能力に関して、瞬発力はあるが持久力は哺乳類に比べ見劣りする。
生命力はすさまじく、顔面から腹部にかけて半分を消失してもなお敵対者に攻撃を加え、行動不能にまで追いやっている。
両棲類人
南米ア河流域に住む外見が両棲類のような人種。二対四本の腕と一本の尾を持つ。南極人と思われる種族を神として扱う宗教を信じている。
見た目とは違い、現生両棲類の有尾目や無尾目とは系統的に別で、太古に滅びた分椎類に近縁とされている。また、両棲類とは違い、肌に粘膜はなく、ある程度の乾燥に耐え、眼は前方を向いているため立体視することができる。また南極人と同じく恒温動物である。
両棲類人は分類的に進化型両棲類に位置しているが、両棲類から、両棲類人に至る中間種はほとんど見つかっていない。
身体的には哺乳類人類の大柄な部類と比べてもよく、腕力は強い。走力はあまり発達していない。
頭脳は哺乳類人類と同等である。
両棲類人の社会は、いくつかの大家族によって構成される様々な部族があり、狩猟採集生活社会によって構成されている。一部の両棲類人は観光業に従事している。固有の言語を持つ。文字は持っていないとされているが部族内で伝わる絵文字を持っているとされている。
新興侵略国では「野獣」とされ、駆除の対象とされたこともある。
両棲類人のほとんどは文明を持たなかったが、ア河河口のグァロ・グァボ遺跡では神殿や両棲類人の信仰する蛇神の像が見つかっている。
卵生でその産卵場所は奪われてはならない聖なる泉と定めている。
哺乳類人にとって肉は美味らしい。
このように多種の外見および形態が大きく異なる人種が存在し歴史の過程でより強い差別の歴史を経ていることから、本作ではかなり強烈な積極的格差是正政策が推進されており人権や生命より平等が優先されるケースが少なくない。そのため形態差別罪に問われると実質死刑と見なされる思想矯正所（後述）送りになり、また人魚の居住区間は軍隊に守られ、ゴミの不法投棄者は警告無しで射殺される。これらの描写から本作品はディストピア的側面も内包されているものである。
宇宙人
作品の中でたまに現れる、人型の謎の生命体。頭には菌糸のようなものが生えている。
作中では「宇宙菌類」と呼ばれており、南極人の研究から敵対関係にある2種類の存在が確認されている。
一度、君原家の風呂を覗く悪戯をし、それが尾ひれの付いた噂となって世間をにぎわせた。
南極人には認知されているが、他の人類種には都市伝説程度にしか認知されていない。
科学力はかなり発展しているらしく、南極をUFOを模した戦闘機で襲ったりしている。
母星ではアブダクションしたと思われる哺乳類人類をはじめとした他の星の生命体を集め、実験のようなことを行っている。
これら宇宙人の影響を受けたと思われる哺乳類人類は、ある種薬物依存症のようになり、理性を失っていたり、無気力になったりしている。

## 作中用語
作品内には現実世界にはないいくつかの用語や現実世界とは意味が違ってくる用語が存在する。ここではそれを解説する。 
日本
姫乃たちが住む国。首都は帝都。平等、民主、自由の帝国。選挙制度は不明だが議員はいる。防衛政策は専守防衛であるが、その範囲は人種の諸権利を守るためなら大きく広げるべきという主張もある。
古来より様々な形態の人類で共生してきた歴史をもつ。そのため、他国に先駆けて、非哺乳類知的人種の諸権利を認め、平和的国家にふさわしい手法でそれを守っていく政策を掲げている。
授業の終わりや映画の上映前に国歌斉唱があったり、軍人が授業の見学に来ていたり、銃が広く一般的となっているなど現実世界の日本とはかなり異なった社会体制がとられている。
70年前に戦争を行い、人魚形態による魚雷を抱えた特攻まで行われた。その後極東裁判が行われたとされているが詳しい内容は明らかにされていない。
テロ予見システムがあるらしいが、歴史清算委員会の新彼方高校占拠事件でその有効性が問われ、形態、人種、国籍といった平等の観点からテロとどのように向き合っていくのか社会問題となっている。
彼方市
首都から南東約72km、関東平野北部北、陽立県に位置する姫乃たちが住む都市。居住地再現環境のある研究学園都市を有する。面積は約284.07平方キロメートル、市の中央部を三途瀬川とその支流の知乃川が流れ、北部には標高887メートルの赤羽山がそびえる。現実世界の茨城県つくば市に位置する。
陽立県立新彼方高等学校
姫乃たちが通う高校。偏差値は県内屈指の進学校で、卒業生のほぼ全員が帝立の大学に進学している。
校則によるとアルバイトは禁止。違反した者は停学などの措置が取られる。
少なくとも弓道部は存在していない模様。
オカルト科学部→民俗研究部
姫乃たちが所属する部活。科学部にオカルト部が居候しているが、オカルト部のほうが人数が多いため、部の方針はオカルト部のほうに決定権がある。
一通りホラー映画が揃っており、希が求めていたホラー映画もすぐに見つかった。
鴉羽の提案により、部の名称の変更が議論されている。
御魂神社
真奈美の実家の神社。もともとは征服された北方の先住民の祭祀場だった。そのため祭神は多日女尊のほかに火谷迂神という人面有翼蛇身で川や沼に棲み、近づけば草木は枯れ、動物や人は身を爛れさせ死に至らせるという恐ろしい神も祭っている。
過去には、三人の若者が深夜に忍び込み、御神体にいたずらをして呪われ、修行を積んだ祈祷師が二人を助けたが、一人は命を落とした。助けられなかった若者の親が怒り、そのことで警察沙汰になったことがある。
宝物庫には、お祓いやお焚きの品々があり、中には呪いの品もある。
国立保育園櫻園
すえちゃんの通う保育園。この保育園の保育士は医師免許と保育士資格を持っている。
民原
姫乃の祖父母が暮らす都市。
逢坂
真奈美の祖父母が住む都市。現実世界の大阪府に位置する。
思想矯正所
現実世界で言う所の更生施設。主人公らの世代では大分解消されている様だが、未だ形態間の差別が色濃く残っているため、古い考えから脱却出来ない老人や宗教家等といった世の中に適応出来ない人々がまだ多数いるが故に適応出来ない人々を収容して文字通り思想矯正を行う場所。収容されるのは相当適応出来ない者達ばかりなのか、一度入ったら2度と出られないとまで云われ、実質死刑と見なされる。作中世界のディストピアな面の一端を覗かせている。
「平等と人道に対する罪」で収容されるらしい。
歴史清算委員会
テロ組織。上記の件もあり政治の世界でも形態間の差別が残っており、国によっての種族間の扱いによる摩擦もまた複雑化しているのが現状であるためにそういった歴史を清算する目的で創られたらしい。一見ユートピア化への歩みを目指しているかの様だが政治的な思惑も絡みまだ混沌の域を脱していない（南極人の留学生を招いたりしてるのはそういった政治的な試みの一端）。
旧体制で支配する立場にあった形態を粛清しようとしたり、政府から支援を受けている人魚形態に対して打撃を与えようとしている。
新彼方高校でテロを起こすが生徒によって鎮圧された。人魚形態の居住地区でもテロを起こそうとしたが、こちらは警察によって未遂に終わった。
南極
現実世界の南極とは異なり、国家として存在している。技術レベル・生活様式等は謎に包まれており、アメリカの調査船を沈めた疑惑がかけられたこともあって、アメリカから強硬姿勢を採られている。
南極の文明は、火山や温泉といった、地熱を基に作られ、暖房器具など当たり前に存在する。
食事は苔や菌類、畜肉をペースト状にしたものが配給されている。
ブラジル
作中に存在する南米の国家。元首は大統領。周りのタワンティン・スーユといった伝統的な南米国家ではなく、新興侵略国コンキスタドールを起源とする国家。
作中の日本との関係は悪くなく、日本の高速鉄道技術を入札するなど、日本の技術を評価している。
民族・人種における差別主義者は自動的に人権を損失するとされる。 軍には政治将校がいる。
反政府武装組織「クルクルウ」
両棲類人が「人権と自治政府の獲得」を求めて、発起した組織で両棲類人部族の統一組織。作中のブラジルと交戦中。
クルクルウとは両棲類人語グワロロクトル部族の方言で「神（絶対）の水平」を意味する。
形態決定遺伝子
哺乳人類の形態を決定する遺伝子。抑制遺伝子として働き、個人が持つ複数の発現しない形態の遺伝子を抑制し、一種類の形態のみが発現するように働く。この遺伝子の働きが十分でないと、二種類の形態が発現したり、時には三種類の形態が発現することもある。
進化型両棲類
両棲類人が分類されている、両棲類よりも進化したグループ。
中生代の白亜紀末期、ゴンドワナ大陸に現れた二足歩行の両棲類、ディノサラマンダーは陸上に適応した骨格をもち、進化型両棲類の起源になったと推測される。
ア河流域に住み樹上生活をするサルガエルもこのグループに分類される。
四肢人類の異世界
姫乃と紫乃が飛ばされた異世界。魔法が学問体系として確立していた。ローガン王国（後のローガン多重帝国）やゲリコール帝国などの複数の国が存在している。
姫乃たちはローガン王国に従属して帰還の道筋を探っていた。
たびたび魔法による召喚の儀式が行われ、悪魔を召喚している。作中では魔法帝国が真奈美と未摘に似た悪魔を召喚し、その悪魔が政権を転覆させたことが語られている。
後世では魔法はしょぼい大道芸になっており、発展はしなかった様子。

## 制作背景
本作が誕生するきっかけは、コミティアの出張編集部に村山が持ち込んだところ、『月刊COMICリュウ』サイドから編集部で改めて話をしましょうとのオファーを受け、『月刊COMICリュウ』編集部で龍神賞向けに制作することを勧められたことによる。

## 書誌情報
- 村山慶 『セントールの悩み』 徳間書店〈リュウコミックス〉、既刊25巻（2024年2月13日現在）
  1. 2011年11月30日発売[徳 2]、ISBN 978-4-19-950274-3
  2. 2012年2月13日発売[徳 3]、ISBN 978-4-19-950287-3
  3. 2012年9月13日発売[徳 4]、ISBN 978-4-19-950305-4
  4. 2013年2月13日発売[徳 5]、ISBN 978-4-19-950325-2
  5. 2013年6月13日発売[徳 6]、ISBN 978-4-19-950345-0
  6. 2013年11月13日発売[徳 7]、ISBN 978-4-19-950363-4
  7. 2014年3月13日発売[徳 8]、ISBN 978-4-19-950389-4
  8. 2014年7月11日発売[徳 9]、ISBN 978-4-19-950404-4
  9. 2014年12月13日発売[徳 10]、ISBN 978-4-19-950424-2
  10. 2015年5月13日発売[徳 11]、ISBN 978-4-19-950452-5
  11. 2015年10月13日発売[徳 12]、ISBN 978-4-19-950475-4
  12. 2016年3月12日発売[徳 13]、ISBN 978-4-19-950499-0
  13. 2016年7月13日発売[徳 14]、ISBN 978-4-19-950519-5
  14. 2016年12月13日発売[徳 15]、ISBN 978-4-19-950541-6
  15. 2017年7月13日発売[徳 16]、ISBN 978-4-19-950577-5
  16. 2017年12月13日発売[徳 17]、ISBN 978-4-19-950602-4
  17. 2018年9月13日発売[徳 18]、ISBN 978-4-19-950647-5
  18. 2019年3月13日発売[徳 19]、ISBN 978-4-19-950672-7
  19. 2019年11月13日発売[徳 20]、ISBN 978-4-19-950692-5
  20. 2020年7月13日発売[徳 21]、ISBN 978-4-19-950710-6
  21. 2021年3月13日発売[26]、ISBN 978-4-19-950732-8
  22. 2021年10月13日発売[徳 22]、ISBN 978-4-19-950758-8
  23. 2022年4月13日発売[徳 1]、ISBN 978-4-19-950776-2
  24. 2023年6月13日発売[徳 23]、ISBN 978-4-19-950817-2
  25. 2024年2月13日発売[徳 24]、ISBN 978-4-19-950843-1

## テレビアニメ
2016年12月にアニメ化企画が進行中であることが発表され、2017年7月より9月までTOKYO MXほかにて放送された。放送開始の前週には、放送直前特番『セントールの悩み 大解剖スペシャル』が放送された。

### スタッフ
- 原作 - 村山慶[28]
- 総監督 - 追崎史敏[28]
- 監督 - 紺野直幸[28]
- シリーズ構成 - 待田堂子[28]
- キャラクターデザイン - 渋谷秀[28]
- プロップ設定 - 岸これみ[28]
- 衣装設定 - 近岡直、伊礼えり[28]
- 色彩設計 - のぼりはるこ[28]
- 美術設定・美術監督 - 齋藤幸洋[28]
- 撮影監督 - 星野元気[28]
- 編集 - 神宮司由美[28]
- 音響監督 - 森下広人[28]
- 音楽 - Tak Miyazawa[28]
- 音楽プロデューサー - 塩田幸成[28]
- 音楽制作 - MAGES.[28]
- 統括プロデューサー - 関家一樹
- チーフプロデューサー - 松下俊也、熊谷拓登
- プロデューサー - 山崎成人、秋尾浩史、川崎夏子、後藤裕、石山貴大、田所真司、吉川敦史、藍谷厚史
- アニメーション・プロデューサー - 定山敬
- アニメーション制作 - 絵梦[28]
- アニメーション制作協力 - エンカレッジフィルムズ[28]
- 製作 - 彼方市思想教育委員会（絵梦、クランチロールSCアニメファンド、YTE、トップ・マーシャル、徳間書店、MAGES.、叶音、レイ、日本ナレーション演技研究所）[28]

### 主題歌
「教えてダーウィン」
ピュアリーモンスターによるオープニングテーマ。作詞・作曲は志倉千代丸、編曲は悠木真一。
「Edelweiss」
亜咲花によるエンディングテーマ。作詞・作曲・編曲は白戸佑輔。

### 各話リスト
| 話数 | サブタイトル                                                     | 脚本     | 絵コンテ | 演出                  | 作画監督                                                        | 総作画監督        |
| ---- | ---------------------------------------------------------------- | -------- | -------- | --------------------- | --------------------------------------------------------------- | ----------------- |
| #1   | A part なんだかんだで、みんな、キスって大好きだよね。            | 待田堂子 | 紺野直幸 | 筑紫大介              | 渋谷秀、福地和浩、追崎史敏 寒川歩、近岡直佐藤史暁（アクション） | 渋谷秀 小美戸幸代 |
| #1   | B part マラソンって人生の縮図だって、知ってた？                  | 待田堂子 | 紺野直幸 | 筑紫大介              | 渋谷秀、福地和浩、追崎史敏 寒川歩、近岡直佐藤史暁（アクション） | 渋谷秀 小美戸幸代 |
| #2   | A part 美しさって、諸刃の刃ナノであった。                        | 待田堂子 | 大森英敏 | 中田誠                | 容洪                                                            | 渋谷秀 西尾智恵   |
| #2   | B part 水に生きる水人、陸に生きる山人ってまんまじゃん。          | 待田堂子 | 大森英敏 | 中田誠                | 容洪                                                            | 渋谷秀 西尾智恵   |
| #3   | A part 小さい子のあのバイタリティは何処からくるの？              | 森田繁   | 山崎雄太 | 今泉祐樹              | なかじまちゅうじ、佐藤えみ 小美戸幸代                           | 渋谷秀 小美戸幸代 |
| #3   | B part 時代や年代を問わず、魔法少女って人気あるよね。            | 森田繁   | 山崎雄太 | 今泉祐樹              | なかじまちゅうじ、佐藤えみ 小美戸幸代                           | 渋谷秀 小美戸幸代 |
| #4   | A part ラブレターをもらって困惑する…その心は？                   | 待田堂子 | 吉田徹   | 鈴元夏美 鵠沼ひろたか | 鳥山冬美、福地和浩 Lee junghun、Kim jungwoo Kim myeongsim       | 渋谷秀 西尾智恵   |
| #4   | B part UFO、UMAの類を信じる信じないでタイプが別れるよね。        | 待田堂子 | 吉田徹   | 鈴元夏美 鵠沼ひろたか | 鳥山冬美、福地和浩 Lee junghun、Kim jungwoo Kim myeongsim       | 渋谷秀 西尾智恵   |
| #5   | A part 南極人って噂が一人歩きしてるみたい。                      | 森田繁   | 吉田徹   | 飯田薫久              | ハンミンギ、森悦人 杉山東夜美、萩原省智                         | 渋谷秀 西尾智恵   |
| #5   | B part でも、結局、南極人って歴史もルーツも謎だよね。            | 森田繁   | 吉田徹   | 飯田薫久              | ハンミンギ、森悦人 杉山東夜美、萩原省智                         | 渋谷秀 西尾智恵   |
| #6   | A part 先祖や歴史のことを遡れるのは、むしろ幸福？ それとも不幸？ | 待田堂子 | 追崎史敏 | 村田光                | しまだひであき、本多みゆき                                      | 渋谷秀 西尾智恵   |
| #6   | B part 本当に好きなことを仕事にすることは果たして幸せなのかな？  | 待田堂子 | 追崎史敏 | 村田光                | しまだひであき、本多みゆき                                      | 渋谷秀 西尾智恵   |
| #7   | A part 初めての経験って恐怖と興味が共存…ライムだけどね。         | 森田繁   | 山崎雄太 | 村田尚樹              | 河西睦月、北原章雄                                              | 渋谷秀            |
| #7   | B part 幼い頃に観たオカルト映画の恐怖は140％増しだよね。         | 森田繁   | 山崎雄太 | 村田尚樹              | 河西睦月、北原章雄                                              | 渋谷秀            |
| #8   | A part 真剣勝負ってメンタルの強さが一番の勝因なのかもしれない。  | 待田堂子 | 大森英敏 | 中田誠                | 鳥山冬美、福地和浩                                              | 渋谷秀            |
| #8   | B part 信じるものの不確定さって…なんて不条理に呟いたりして。     | 待田堂子 | 大森英敏 | 中田誠                | 鳥山冬美、福地和浩                                              | 渋谷秀            |
| #9   | A part 世間で偉人って言われている人の苦悩って。                  | 森田繁   | 葛谷直行 | 球野たかひろ          | 小林利充                                                        | 渋谷秀 西尾智恵   |
| #9   | B part 世間で偉人って言われている人の人生って。                  | 森田繁   | 葛谷直行 | 球野たかひろ          | 小林利充                                                        | 渋谷秀 西尾智恵   |
| #10  | A part デートに現代美術鑑賞を選んだ場合…その1。                  | 待田堂子 | 吉田徹   | 間島崇寛              | 北原章雄、Kim Sungbum                                           | 渋谷秀            |
| #10  | B part デートに現代美術鑑賞を選んだ場合…その2。                  | 待田堂子 | 吉田徹   | 間島崇寛              | 北原章雄、Kim Sungbum                                           | 渋谷秀            |
| #11  | A part 花の名前は……は人の数だけあるんだよ、ってきっと嘘！        | 待田堂子 | 吉田徹   | 藤代和也 高田昌豊     | 本多みゆき、しまだひであき 西尾智恵                             | 渋谷秀            |
| #11  | B part 美しさは人の数だけあるんだよ、広義で言えばきっと本当？    | 待田堂子 | 吉田徹   | 藤代和也 高田昌豊     | 本多みゆき、しまだひであき 西尾智恵                             | 渋谷秀            |
| #12  | A part ファンタジーをRPG気分で作ってみた。                       | 待田堂子 | 紺野直幸 | 中田誠 球野たかひろ   | 小林利充、鳥山冬美 北原章雄、佐藤史暁                           | 渋谷秀            |
| #12  | B part 激闘！ 腕相撲！ 女(ヒロイン)だらけの勝負の行方は          | 待田堂子 | 紺野直幸 | 中田誠 球野たかひろ   | 小林利充、鳥山冬美 北原章雄、佐藤史暁                           | 渋谷秀            |

### 放送局
| 放送期間                | 放送時間                     | 放送局   | 対象地域 | 備考                      |
| ----------------------- | ---------------------------- | -------- | -------- | ------------------------- |
| 2017年7月9日 - 9月24日  | 日曜 22:00 - 22:30           | TOKYO MX | 東京都   |                           |
| 2017年7月10日 - 9月25日 | 月曜 3:00 - 3:30（日曜深夜） | BS11     | 日本全域 | BS放送 / 『ANIME+』枠     |
|                         | 月曜 23:30 - 火曜 0:00       | AT-X     | 日本全域 | CS放送 / リピート放送あり |

| 配信開始日    | 配信時間               | 配信サイト |
| ------------- | ---------------------- | --- |
| 2017年7月11日 | 火曜 12:00 更新        | Hulu dアニメストア U-NEXT アニメ放題 J:COMオンデマンド ビデオパス milplus GYAO!ストア ひかりTV ふらっと動画 DMM.com バンダイチャンネル ニコニコチャンネル ビデックスJP アクトビラ ビデオマーケット Amazonプライム・ビデオ Google Play Store |
|               | 火曜 23:30 - 水曜 0:00 | AbemaTV 新作TVアニメチャンネル |
| 2017年7月12日 | 水曜 12:00 更新        | dTV Rakuten TV GIGA.TV ムービーフルPlus OnGenムービー |
| 2017年7月14日 | 金曜 12:00 更新        | TSUTAYA TV HAPPYアニメ動画 |
| 2017年7月18日 | 火曜 23:30 - 水曜 0:00 | ニコニコ生放送 |

### BD
| 巻 | 発売日         | 収録話          | 規格品番 |
| -- | -------------- | --------------- | -------- |
| 1  | 2017年9月29日  | 第1話 - 第2話   | SMIB-13  |
| 2  | 2017年10月27日 | 第3話 - 第4話   | SMIB-14  |
| 3  | 2017年11月24日 | 第5話 - 第6話   | SMIB-15  |
| 4  | 2017年12月22日 | 第7話 - 第8話   | SMIB-16  |
| 5  | 2018年1月26日  | 第9話 - 第10話  | SMIB-17  |
| 6  | 2018年2月23日  | 第11話 - 第12話 | SMIB-18  |

### イベント
2017年5月6日に徳島市でマチ★アソビのイベント「『セントールの悩み』トーク&ライブ」が開催された。
放送直前の2017年7月5日には川崎競馬場とのコラボイベントが開催された。川崎競馬場内のカツマルくんホールで、姫乃役の深川によるトークイベントと本作関連グッズの先行販売会が行われ、ピュアリーモンスターの船戸ゆり絵がセントールの姿でイベントに参加した。